# Blindschlangen
Die Blindschlangen (Typhlopidae) sind eine Familie der Schlangen (Serpentes). Dabei handelt es sich meist um kleine, wurmähnliche Schlangen von 15 bis 30 Zentimetern Körperlänge, die unterirdisch leben. Es sind über 250 Arten bekannt.

## Merkmale
Die Blindschlangen erreichen Körperlängen von 15 bis 30 Zentimetern, die größten Arten werden etwa 75 cm lang. Sie sind gelblichbraun und von kleinen, sich überdeckenden Schuppen bedeckt. Der Schwanz ist kurz und trägt bei vielen Arten einen Endstachel zur Verankerung im Boden. Der Kopf ist abgestumpft und nicht vom Körper abgesetzt, die Augen meist stark zurückgebildet und von etwas größeren Schuppen bedeckt.
Die Blindschlangen umfassen gut 250 Arten und kommen in fast allen warmen Regionen, vor allem in den Tropen vor. Mit der einheitlichen Körperbeschuppung, dem stumpfen, nicht vom Hals abgesetzten Kopf und den kleinen Augen sehen sie fast wie zu große Regenwürmer aus. Dieser Körper ist an die unterirdische Lebensweise der Tiere angepasst. So wird mit den kleinen Augen wahrscheinlich lediglich zwischen Hell und Dunkel unterschieden, daher der Name Blindschlangen. Ein Großteil der Blindschlangen ist eierlegend.

## Lebensweise
Blindschlangen leben in der Regel unterirdisch und sind in allen tropischen und subtropischen Regionen der Erde zu finden. Sie ernähren sich primär von Insekten, vor allem von Termiten und Ameisen. Die meisten Arten sind ovipar, legen also Eier, einige bringen allerdings auch lebende Junge zur Welt (Ovoviviparie).

## Systematik

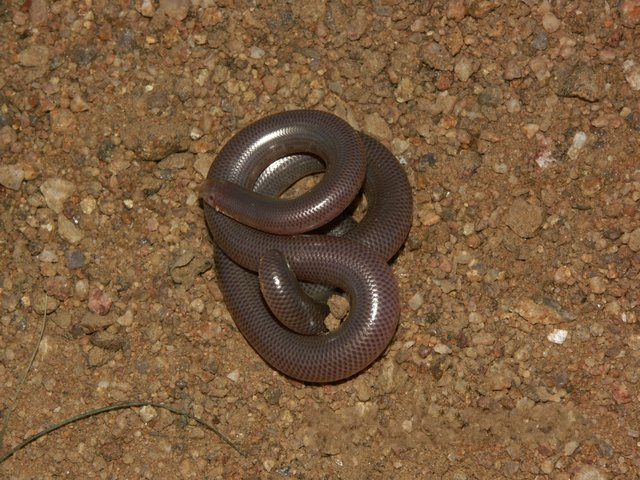
Rhinotyphlops lalandei

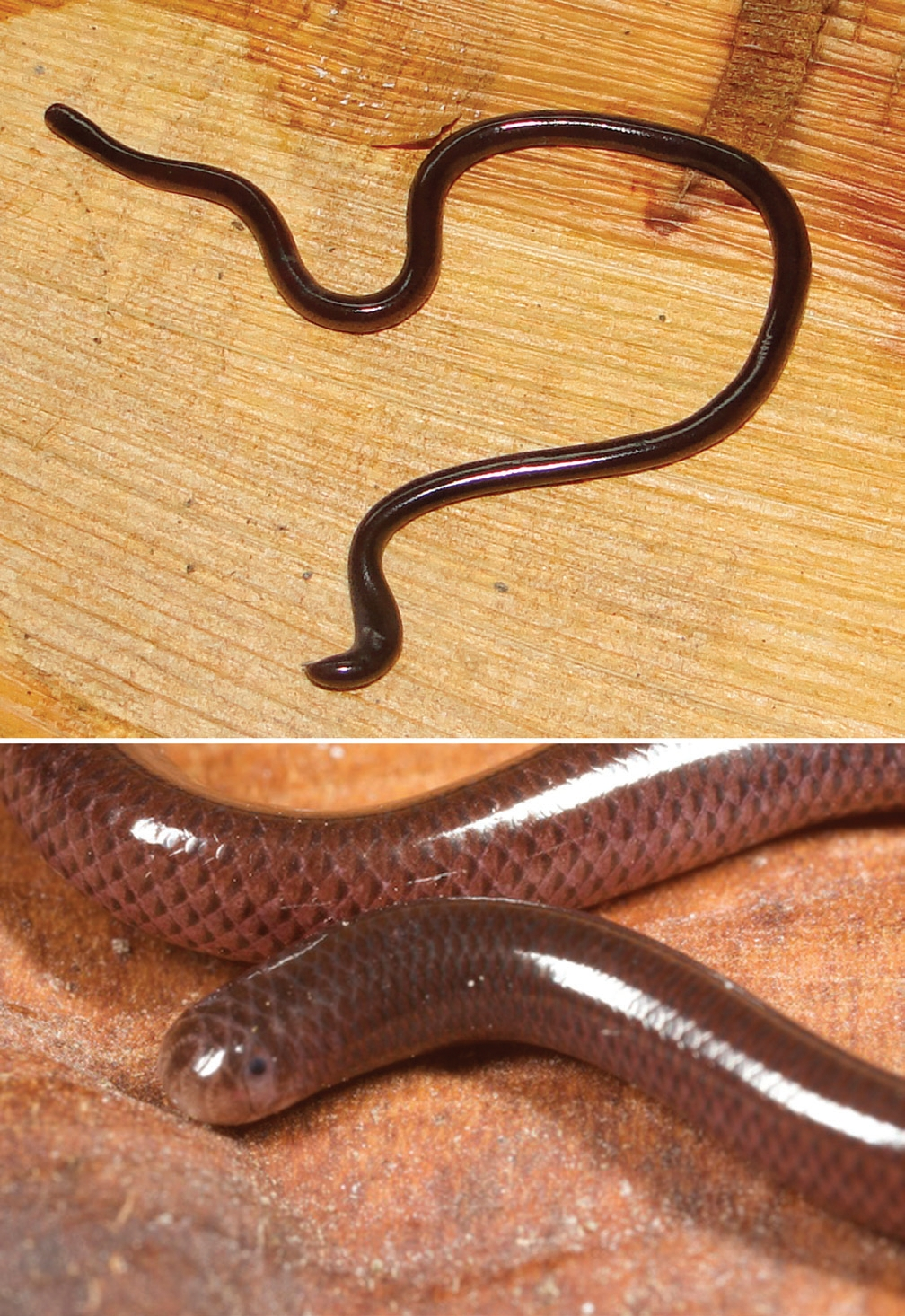
Blumentopfschlange (Indotyphlops braminus)

Die Familie der Blindschlangen (Typhlopidae) wurde 1820 durch den deutschen Biologen Blasius Merrem aufgestellt. Heute sind über 250 Arten bekannt. Nach einer umfangreichen Revision im Jahr 2014 wird die Familie heute in vier Unterfamilien mit unterschiedlicher Verbreitung unterteilt.
- Unterfamilie Afrotyphlopinae; Afrika südlich der Sahara.
  - Afrotyphlops
  - Letheobia
  - Rhinotyphlops

- Unterfamilie Asiatyphlopinae; Eurasien, Australasien, Inseln des westlichen und südlichen Pazifik.
  - Acutotyphlops
  - Anilios
    - Anilios ganei

  - Asiatyphlops
  - Cyclotyphlops
  - Grypotyphlops
  - Indotyphlops
    - Blumentopfschlange (Indotyphlops braminus)

  - Malayotyphlops
  - Pseudoindotyphlops
  - Ramphotyphlops
  - Sundatyphlops
  - Xerotyphlops
    - Blödauge (Xerotyphlops vermicularis)

- Unterfamilie Madatyphlopinae; Madagaskar.
  - Lemuriatyphlops
  - Madatyphlops
    - Mauritius-Wurmschlange (Madatyphlops cariei)

- Unterfamilie Typhlopinae; Neue Welt.
  - Amerotyphlops
  - Antillotyphlops
  - Cubatyphlops
  - Typhlops